# FK Krasnodar
Futbolnyj Kłub Krasnodar (ros. Футбольный клуб «Краснодар») – rosyjski klub piłkarski z Krasnodaru, występujący w rozgrywkach Priemier-Ligi. Mistrz Rosji w sezonie 2024/2025.

## Historia
FK Krasnodar założony został 22 lutego 2008 przez rosyjskiego biznesmena Sergieja Galickiego. 

### Pierwsze lata
W lutym 2008 FK Krasnodar otrzymał status klubu profesjonalnego i zadebiutował w Drugiej Dywizji. Swój pierwszy w historii mecz drużyna z Krasnodaru rozegrała przeciwko zespołowi FK Nika Krasnyj Sulin. Spotkanie to zakończyło się remisem 0:0. Pierwszy pełny sezon ligowy klub zakończył na trzecim miejscu w tabeli. Pomimo tego, że klub nie uplasował się na miejscu dającym bezpośredni awans, otrzymał promocje do Rosyjskiej Pierwszej Dywizji na skutek wycofania się dwóch  wyżej sklasyfikowanych drużyn. 
Po dwóch latach gry na zapleczu najwyżej ligi, drużyna ostatecznie awansowała do Priemjer-Ligi. Po raz kolejny, zespół Byków, otrzymał promocje do ligi wyżej, mimo zajęcia dopiero piątego miejsca w lidze. Tym razem, wyżej sklasyfikowane drużyny Saturna Ramenskoje, Wołgi Niżny Nowogród i KAMAZ-a Nabierieżnyje Czełny odmówiły gry w Primjer-Lidze ze względu na problemy finansowe. 
Drużyna prowadzona przez Slavoljuba Muslina, pomimo nierównej formy na przestrzeni całego sezonu, zakończyła debiutancki sezon na dziewiątym miejscu. W trakcie rozgrywek miały miejsce pierwsze pierwszoligowe derby Krasnodaru, które zwyciężył FK Krasnodar, pokonując w wyjazdowym spotkaniu (0:1) zespół Kubań Krasnodar.
Kolejny sezon był dla kierownictwa drużyny rozczarowujący. W styczniu 2013 klub opuścił najlepszy strzelec ostatniego sezonu, ormianin Jura Mowsisjan, dołączając do Spartaka Moskwa. Osłabiona drużyna prezentował się znacznie słabiej niż rok wcześniej, co przyczyniło się do zwolnienia szkoleniowca drużyny Slaboljuba Muslina wraz z końcem sezonu. 

### Nowe otwarcie
W sierpniu 2013 roku nowym trenerem drużyny został Rosjanin Oleg Kononow. Decyzja ta połączona ze sprowadzeniem do zespołu zawodników o uznanej marce jak Andreas Granqvist, Ari, Artur Jędrzejczyk czy Jurij Gazinski - przyniosła znaczną poprawę w grze zespołu. Sezon 2013/2014 był przełomowym dla klubu z Krasnodaru. Zespół zakończył rozgrywki ligowe na rekordowym piątym miejscu, co umożliwiło Bykom grę w europejskich pucharach w kolejnym sezonie. Ponadto drużyna świetnie spisywała się w Pucharze Rosji, dochodząc do jego finału, który po serii rzutów karnych przegrała z FK Rostów. Sezon 2014/2015 klub zakończył na najniższym stopniu ligowego podium, pechowo tracąc drugie miejsce w tabeli, dopiero w ostatniej kolejce. Byki po raz pierwszy zakwalifikowały się do fazy grupowej Ligi Europy sezonu 2014/2015, pokonując w eliminacjach estoński Sillamäe Kalev, węgierski Diósgyőri VTK i hiszpański Real Sociedad. W fazie grupowej Rosjanie zdobyli sześć punktów, które jednak nie przełożyły się na promocję do rundy play-off.

### Pasmo sukcesów
Kolejne lata sezony potwierdziły wysokie aspiracje zespołu. Drużyna regularnie walczyła o najwyższe ligowe pozycje, śmiało radząc sobie w europejskich pucharach.  
Prowadzeni przez byłego reprezentanta kraju Igora Szalimowa, krasnodarczycy po raz pierwszy dotarli do 1/8 finału Ligi Europy (2016/2017), odpadając w dwu meczach z hiszpańską Celtą Vigo. Czołowymi piłkarzami zespołu w tym okresie był rosyjski napastnik Fiodor Smołow, dwukrotny ligowy król strzelców, ofensywny pomocnik Viktor Claesson czy Charles Kaboré.

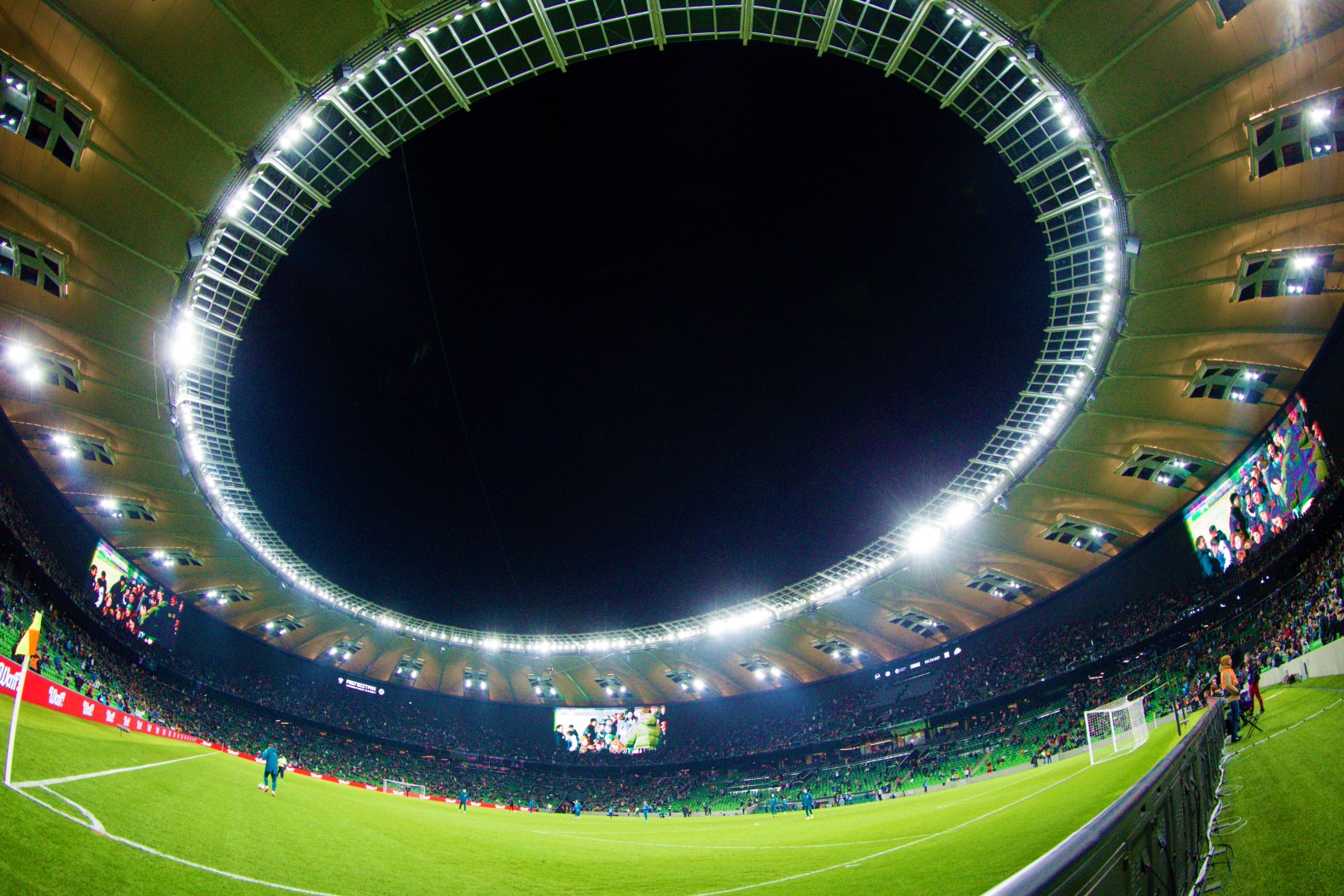
Stadion FK Krasnodar

### Gra z najlepszymi
W sezonie 2020/2021 Byki, po raz pierwszy awansowały do Ligi Mistrzów. Cel udało się osiągnąć po wyeliminowaniu greckiego PAOK-u w rundzie play-off. Zarówno domowe, jak i wyjazdowe spotkanie zakończyło się zwycięstwami 2:1 dla FK Krasnodaru. Krasnodarczycy, w swoim debiutanckim sezonie znaleźli się w grupie E, w której spotkali się z londyńską Chelsea, hiszpańską Sevillą oraz francuskim Stade Rennais. Jedno zwycięstwo, w domowym spotkaniu z Stade Rennais i dwa remisy przełożyły się na zajęcie trzeciego miejsca w grupie, co dało promocję do wiosennych gier w Lidze Europy. W rundzie play-off Byki odpadły po spotkaniach z chorwackim Dinamem Zagrzeb, przegrywając spotkanie domowe (2:3) jak i wyjazdowe (0:1). 

## Sukcesy
| \| \| Zdobyte trofea w rozgrywkach Rosji (stan na: maj 2025 r.) \| |                                                           |      |                  |
| Rozgrywki                                                          | Osiągnięcie                                               | Razy | Sezon(y)         |
| · Mistrzostwo                                                      | I miejsce                                                 | 1    | 2025             |
| · Mistrzostwo                                                      | II miejsce                                                | 1    | 2024             |
| · Mistrzostwo                                                      | III miejsce                                               | 3    | 2015, 2019, 2020 |
| · Puchar                                                           | zdobywca                                                  | -    |                  |
| · Puchar                                                           | finalista                                                 | 1    | 2014             |
| Rosja                                                              | Zdobyte trofea w rozgrywkach Rosji (stan na: maj 2025 r.) |      |                  |

## Zawodnicy

### Skład
Stan na 8 września 2023
| Nr | Poz. | Piłkarz           |
| -- | ---- | ----------------- |
| 1  | BR   | Stanisław Agkacew |
| 3  | OB   | Vítor Tormena     |
| 4  | OB   | Júnior Alonso     |
| 6  | PO   | Kevin Pina        |
| 7  | PO   | Ilzat Achmietow   |
| 9  | NA   | Jhon Córdoba      |
| 10 | PO   | Eduard Spercjan   |
| 11 | PO   | João Batxi        |
| 14 | PO   | Mihajlo Banjac    |
| 15 | OB   | Lucas Olaza       |
| 20 | PO   | Kady Borges       |
| 23 | OB   | Aleksandr Ektov   |

| Nr | Poz. | Piłkarz                   |
| -- | ---- | ------------------------- |
| 31 | OB   | Kaio Pantaleão            |
| 33 | OB   | Georgy Arutyunyan         |
| 35 | BR   | Roman Safronov            |
| 39 | BR   | Matwiej Safonow (kapitan) |
| 40 | NA   | Olakunle Olusegun         |
| 53 | OB   | Aleksandr Chernikov       |
| 82 | OB   | Siergiej Wołkow           |
| 88 | PO   | Nikita Kriwcow            |
| 90 | NA   | Moses Cobnan              |
| 96 | NA   | Aleksandr Koksharov       |
| 98 | OB   | Siergiej Pietrow          |

## Sztab szkoleniowy
| Funkcja          | Imię i nazwisko     |
| ---------------- | ------------------- |
| Trener           | Wiktar Hanczarenka  |
| Asystent         | Artur Olenin        |
| Asystent         | Witalij Korniejew   |
| Trener bramkarzy | Aleksiej Antoniuk   |
| Fizjoterapeuta   | John Phillips       |
| Menadżer zespołu | Aleksander Ermochin |
| Analityk         | Andrea Bianchi      |

## Stadion
Budowa stadionu projektu Gerkan, Marg und Partner rozpoczęła się w 2013 roku. Stadion, oficjalnie otwarty został w październiku 2016 spotkaniem reprezentacji Rosji z reprezentacją Kostaryki, zakończonym wynikiem 3:4.
Pierwszy mecz w roli gospodarza FK Krasnodar rozegrał 20 października 2016 w meczu 3. kolejki fazy grupowej Ligi Europy przeciwko FC Schalke 04. Pojemność stadionu ostatecznie wynosi 34 291 miejsc. Wokół trybun wykonany został również gigantyczny ekran panoramiczny o powierzchni 4800 metrów kwadratowych, który zastąpił tradycyjne telebimy. Dach stadionu wykonany z lekkiej membrany, a trybuny zostały wyposażone w specjalny system ogrzewania podczerwienią, aby zapewnić widzom maksymalny komfort oglądania meczów nawet podczas chłodnych dni.

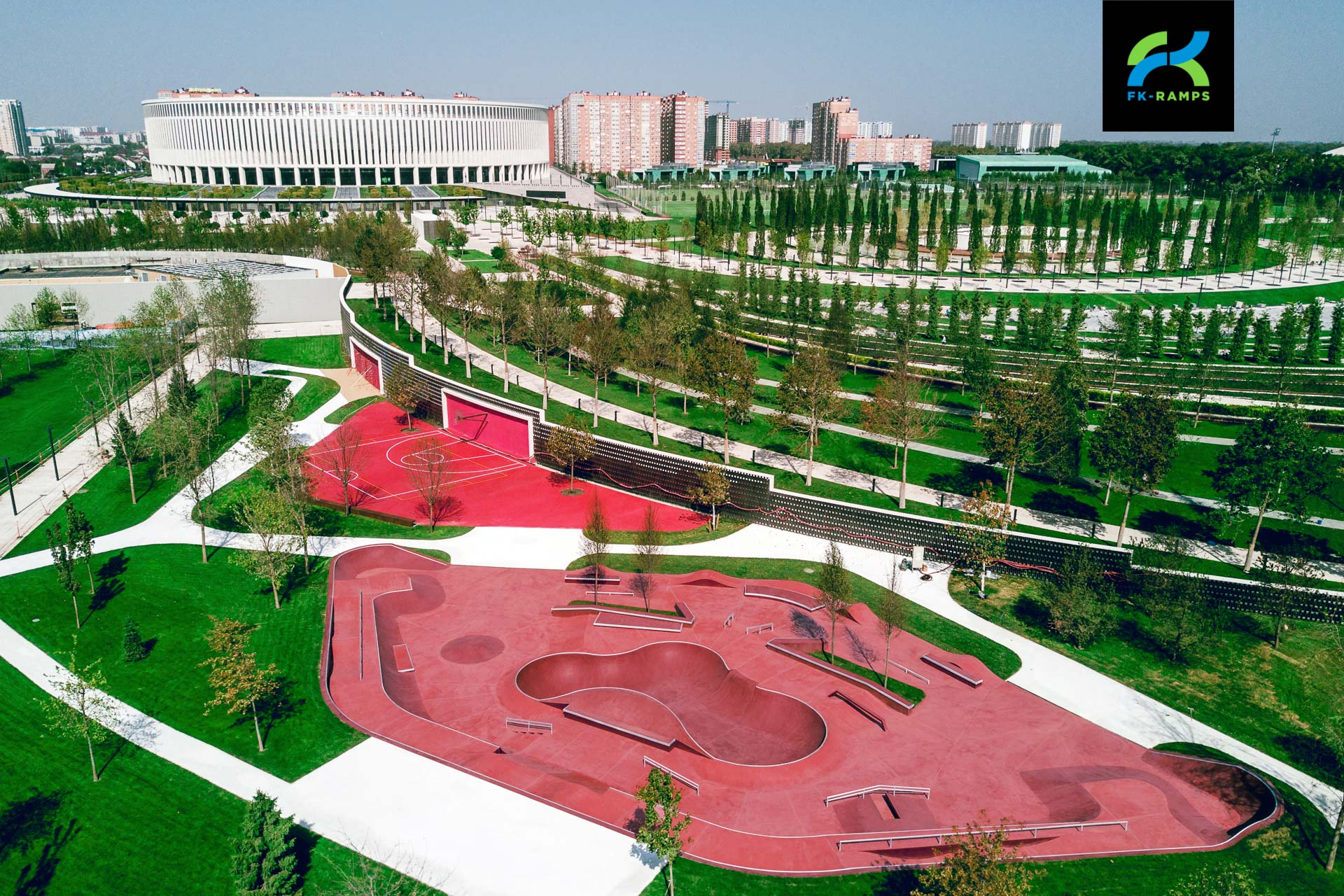
Stadion i akademia FK Krasnodar

Między 2009, a 2016 klub domowe spotkania rozgrywał na stadionie Kubań, dzieląc go z lokalnym rywalem, Kubaniem Krasnodar.

## Klubowa akademia
Funkcjonująca od marca 2008 roku akademia jest jedną z najnowocześniejszych w piłkarskim świecie. 
Akademia ma swoje filie w dwudziestu miastach kraju Krasnodarskiego i Adygei. Akademia składa się z 10 boisk, stadionu na 3000 miejsc, szkoły, basenu, centrum rehabilitacyjnego, stołówki, sali gimnastycznej oraz hotelu dla adeptów. 
Właściciel klubu Sergiej Galicki wielokrotnie podkreślał swoją ambicję, że jego celem jest wystawienie całej jedenastki składającej się z zawodników urodzonych w regionie i wyszkolonych w strukturach klubu. 

(ros.) Мы стремимся к тому, чтобы через несколько лет основной состав «Краснодара» более чем на половину состоял из воспитанников нашего Центра подготовки резерва.
Chcemy, aby w ciągu kilku najbliższych lat ponad połowa pierwszego zespołu składała się z naszych wychowanków.

Efekty działania klubowej szkółki przyszły bardzo szybko. W 2018 drużyna FK Krasnodar-2 zagrała w rozgrywkach młodzieżowej Ligi Mistrzów, gdzie po wyeliminowaniu kazachskiego Kajratu Ałmaty i węgierskiego Honvédu, opadła dopiero w rundzie play-off, po starciu z hiszpańskim Realem Madryt, przegrywając spotkanie w rzutach karnych. Do wychowanków klubu należą m.in. bramkarz Matwiej Safonow, skrzydłowy Magomied-Szapi Sulejmanow, napastnik Iwan Ignatjew oraz pomocnicy Daniił Fomin i Eduard Spercjan. Identyczną ścieżkę kariery, przebył trener drużyny w latach 2018-2021, Murad Musajew, awansując na to stanowisko z funkcji trenera drużyny młodzieżowej.
W trakcie Mistrzostw Świata 2018, z bazy klubowej korzystała reprezentacja Hiszpanii.

## Sezon po sezonie
| Sezon   | Liga             | Liga | Liga | Liga | Liga | Liga | Liga | Liga | Liga | PR        | EU            | Najlepszy strzelec | Najlepszy strzelec | Najlepszy strzelec | Trener              |
| Sezon   | Poziom           | Poz. | M    | W    | R    | P    | GZ   | GS   | P    | PR        | EU            | Nazwisko           | Liga               | Łącznie            | Trener              |
| ------- | ---------------- | ---- | ---- | ---- | ---- | ---- | ---- | ---- | ---- | --------- | ------------- | ------------------ | ------------------ | ------------------ | ------------------- |
| 2008    | Druga Dywizja    | 3    | 34   | 22   | 6    | 6    | 60   | 23   | 72   | —         | —             | Dorożkin           | 12                 |                    | Wołczok             |
| 2009    | Pierwsza Dywizja | 10   | 38   | 14   | 10   | 14   | 50   | 47   | 52   | 3R        | —             | Michajew           | 8                  |                    | Chakunow            |
| 2010    | Pierwsza Dywizja | 5    | 38   | 17   | 10   | 11   | 60   | 44   | 61   | 1/32      | —             | Kaleszin           | 11                 | 11                 | Taszujew            |
| 2011/12 | Priemjer-Liga    | 9    | 44   | 16   | 13   | 15   | 58   | 61   | 61   | 1/32      | —             | Mowsisjan          | 14                 | 14                 | Muslin              |
| 2012/13 | Priemjer-Liga    | 10   | 30   | 12   | 6    | 12   | 45   | 39   | 42   | 1/16      | —             | Wánderson          | 13                 | 13                 | Muslin              |
| 2013/14 | Priemjer-Liga    | 5    | 30   | 15   | 5    | 10   | 46   | 39   | 50   | finalista | —             | Wánderson          | 9                  | 12                 | Muslin Kononow      |
| 2014/15 | Priemjer-Liga    | 3    | 30   | 17   | 9    | 4    | 52   | 27   | 60   | 1/16      | LE GR         | Ari Pereyra        | 7 9                | 14 11              | Kononow             |
| 2015/16 | Priemjer-Liga    | 4    | 30   | 16   | 8    | 6    | 54   | 25   | 56   | 1/2       | LE 1/32       | Smołow             | 20                 | 24                 | Kononow             |
| 2016/17 | Priemjer-Liga    | 4    | 30   | 12   | 13   | 5    | 40   | 22   | 49   | 1/4       | LE 1/8        | Smołow             | 18                 | 25                 | Kononow Szalimow    |
| 2017/18 | Priemjer-Liga    | 4    | 30   | 16   | 6    | 8    | 46   | 30   | 54   | 1/32      | —             | Smołow             | 14                 | 14                 | Szalimow Musajew    |
| 2018/19 | Priemjer-Liga    | 3    | 30   | 16   | 8    | 6    | 55   | 23   | 56   | 1/4       | LE 1/16       | Claesson           | 12                 | 15                 | Musajew             |
| 2019/20 | Priemjer-Liga    | 3    | 30   | 14   | 10   | 6    | 49   | 30   | 52   | 1/32      | LM PO LE GR   | Berg               | 9                  | 10                 | Musajew             |
| 2020/21 | Priemjer-Liga    | 10   | 30   | 12   | 5    | 13   | 52   | 45   | 41   | 1/16      | LM GR LE 1/32 | Berg               | 9                  | 12                 | Musajew Hanczarenka |

## Europejskie puchary
Legenda do wszystkich tabel:
- Q – runda eliminacyjna, 1/16, 1/8, 1/4, 1/2 – odpowiednia faza rozgrywek, Grupa – runda grupowa, 1r gr – pierwsza runda grupowa, 2r gr – druga runda grupowa, F – finał, R – runda, PO – play-off
- k. – rzuty karne, los. – losowanie, Dogr. – dogrywka, w. – zasada bramek strzelonych na wyjeździe

| Sezon   | Rozgrywki     | Runda   | Klub              | Dom | Wyjazd | Ogólnie    |
| ------- | ------------- | ------- | ----------------- | --- | ------ | ---------- |
| 2014/15 | Liga Europy   | 2Q      | Sillamäe Kalev    | 5–0 | 4–0    | 9–0        |
| 2014/15 | Liga Europy   | 3Q      | Diósgyőr          | 3–0 | 5–1    | 8–1        |
| 2014/15 | Liga Europy   | PO      | Real Sociedad     | 3–0 | 0–1    | 3–1        |
| 2014/15 | Liga Europy   | Grupa H | Lille OSC         | 1–1 | 1–1    | 3. miejsce |
| 2014/15 | Liga Europy   | Grupa H | VfL Wolfsburg     | 2–4 | 1–5    | 3. miejsce |
| 2014/15 | Liga Europy   | Grupa H | Everton           | 1–1 | 1–0    | 3. miejsce |
| 2015/16 | Liga Europy   | 3Q      | Slovan Bratysława | 2–0 | 3–3    | 5–3        |
| 2015/16 | Liga Europy   | PO      | HJK Helsinki      | 5–1 | 0–0    | 5–1        |
| 2015/16 | Liga Europy   | Grupa C | Borussia Dortmund | 1–0 | 1–2    | 1. miejsce |
| 2015/16 | Liga Europy   | Grupa C | PAOK FC           | 2–1 | 0-0    | 1. miejsce |
| 2015/16 | Liga Europy   | Grupa C | FK Qəbələ         | 2–1 | 3–0    | 1. miejsce |
| 2015/16 | Liga Europy   | 1/16    | Sparta Praga      | 0–3 | 0–1    | 0–4        |
| 2016/17 | Liga Europy   | 3Q      | Birkirkara        | 3–1 | 3–0    | 6–1        |
| 2016/17 | Liga Europy   | PO      | Partizani Tirana  | 4–0 | 0–0    | 4–0        |
| 2016/17 | Liga Europy   | Grupa I | FC Schalke 04     | 0–1 | 0–2    | 2. miejsce |
| 2016/17 | Liga Europy   | Grupa I | Red Bull Salzburg | 1–1 | 1–0    | 2. miejsce |
| 2016/17 | Liga Europy   | Grupa I | OGC Nice          | 5–2 | 1–2    | 2. miejsce |
| 2016/17 | Liga Europy   | 1/16    | Fenerbahçe SK     | 1–0 | 1–1    | 2–1        |
| 2016/17 | Liga Europy   | 1/8     | Celta Vigo        | 0–2 | 1–2    | 1–4        |
| 2017/18 | Liga Europy   | 3Q      | Lyngby BK         | 2–1 | 3–1    | 5–2        |
| 2017/18 | Liga Europy   | PO      | Crvena zvezda     | 3–2 | 1–2    | 4–4, w.    |
| 2018/19 | Liga Europy   | Grupa J | Akhisarspor       | 2–1 | 1–0    | 2. miejsce |
| 2018/19 | Liga Europy   | Grupa J | Sevilla FC        | 2–1 | 0–3    | 2. miejsce |
| 2018/19 | Liga Europy   | Grupa J | Standard Liège    | 2–1 | 1–2    | 2. miejsce |
| 2018/19 | Liga Europy   | 1/16    | Bayer Leverkusen  | 0–0 | 1–1    | 1–1, w.    |
| 2018/19 | Liga Europy   | 1/8     | Valencia CF       | 1–1 | 1–2    | 2–3        |
| 2019/20 | Liga Mistrzów | 3Q      | FC Porto          | 0–1 | 3–2    | 3–3, w.    |
| 2019/20 | Liga Mistrzów | PO      | Olympiakos        | 1–2 | 0–4    | 1–6        |
| 2019/20 | Liga Europy   | Grupa C | FC Basel          | 1–0 | 0–5    | 3. miejsce |
| 2019/20 | Liga Europy   | Grupa C | Getafe            | 1–2 | 0–3    | 3. miejsce |
| 2019/20 | Liga Europy   | Grupa C | Trabzonspor       | 3–1 | 2–0    | 3. miejsce |
| 2020/21 | Liga Mistrzów | PO      | PAOK              | 2–1 | 2–1    | 4–2        |
| 2020/21 | Liga Mistrzów | Grupa E | Sevilla           | 1–2 | 2–3    | 3. miejsce |
| 2020/21 | Liga Mistrzów | Grupa E | Chelsea           | 0–4 | 1–1    | 3. miejsce |
| 2020/21 | Liga Mistrzów | Grupa E | Stade Rennais     | 1–0 | 1–1    | 3. miejsce |
| 2020/21 | Liga Europy   | 1/16    | Dinamo Zagrzeb    | 2–3 | 0–1    | 2–4        |